# 김규선 (1952년)
김규선(1952년 11월 6일, 경기도 연천군 전곡면 ~ )은 대한민국의 정치인이다. 조상 대대로 연천 전곡에서 살아온 사람이며, 연천군의원과 군수를 역임했다. 친형 김규배 역시 연천군수를 역임한 사람이다.

## 역대 선거 결과
|  | 58.35% |

|  | 36.06% |

|  | 52.43% |